# Pleurotus penangensis
Pleurotus penangensis är en svampart som beskrevs av Corner 1981. Pleurotus penangensis ingår i släktet Pleurotus och familjen musslingar.   Inga underarter finns listade i Catalogue of Life.